# Afraflacilla braunsi
Afraflacilla braunsi é uma espécie de aranha da família Salticidae e do gênero Afraflacilla. Originalmente encontrada na África do Sul, foi posteriormente registrada na Arábia Saudita, Turcomenistão, Emirados Árabes Unidos e Iêmen, com provável distribuição mais ampla. Descrita pela primeira vez em 1903 por George e Elizabeth Peckham [en], foi inicialmente classificada no gênero Pseudicius [en] como Pseudicius braunsii. Em 1987, passou a ser chamada Icius braunsi e, em 2017, recebeu seu nome atual por Jerzy Prószyński [en]. Pseudicius tripunctatus, agora conhecida como Afraflacilla tripunctatus, é um sinônimo.
É uma aranha de tamanho pequeno a médio, com carapaça de 1,7 a 1,9 mm de comprimento e opistossoma de 2,2 a 3,2 mm. A carapaça é marrom, por vezes com laterais amarelas, e o opistossoma é marrom-claro ou fulvo com manchas amarelas claras. As pernas frontais são grandes e marrons, enquanto as demais são amarelas e menos robustas. A aranha produz sons (estridulação) ao esfregar as pernas frontais contra pelos finos sob os olhos. Seus órgãos copulatórios são distintos: o macho tem um bulbo palpal [en] bulboso e uma única apófise longa na tíbia do palpo, enquanto a fêmea possui ductos de inseminação longos e espiralados que levam a grandes espermatecas.

## Taxonomia
Afraflacilla braunsi é uma aranha-saltadora descrita por George e Elizabeth Peckham em 1903. O holótipo foi coletado por Dr. Brauns. Inicialmente alocada ao gênero Pseudicius com o nome Pseudicius braunsii, o gênero, circunscrito por Eugène Simon em 1885, deriva de palavras em grego que significam "falso" e "honesto". Na década de 1980, similaridades entre espécies de Pseudicius e Icius [en] foram notadas, com Ekaterina Andreeva [en], Stefania Hęciak e Prószyński considerando fundir os gêneros em 1984. No entanto, Wayne Maddison [en] demonstrou em 1987 diferenças no DNA, mantendo-os separados. Para Pseudicius braunsii, a semelhança com espécies de Icius levou Prószyński a transferi-la para esse gênero em 1987, como Icius braunsi.
Em 2016, Prószyński moveu a espécie para Afraflacilla com base na forma dos órgãos copulatórios, junto com mais de 40 outras espécies. Afraflacilla, restaurado por Marek Michał Żabka [en] em 1993 após ser absorvido por Pseudicius, foi originalmente circunscrito por Lucien Berland e Jacques Millot em 1941. O gênero integra a tribo Heliophaninae, renomeada Chrysillini [en] por Wayne Maddison em 2015, presente em vários continentes. A tribo pertence ao clado Saltafresia na subfamília Salticoida [en].
Em 2017, Prószyński alocou o gênero ao grupo Pseudiciines, nomeado por Pseudicius, caracterizado por corpos achatados e alongados e padrões de cores distintos.

### Sinônimos
Desde sua descrição, a espécie foi sinonimizada com outros nomes. Em 1989, Prószyński descreveu Pseudicius tripunctatus com base em um exemplar da Arábia Saudita, notando diferenças nos órgãos copulatórios em relação a Pseudicius bipunctatus, Pseudicius tamaricis e Pseudicius wadis, sem compará-lo a P. braunsi. Em 1996, Wanda Wesołowska [en] identificou um exemplar na Arábia Saudita e, com base em semelhanças com Afraflacilla arabica [en], sinonimizou-o com P. braunsi.
Em 2005, Dmitri Logunov e Mehrdad Zamanpoore separaram A. arabica de P. braunsi com base nos órgãos copulatórios, propondo que P. tripunctatus fosse sinonimizado com Pseudicius spiniger. Dois anos depois, Wesołowska e Antonius van Harten rejeitaram essa relação com P. spiniger e sinonimizaram P. tripunctatus com P. braunsi pelos órgãos copulatórios do macho. Em 2017, Prószyński transferiu P. tripunctatus para Afraflacilla, renomeando-o Afraflacilla tripunctata. Afraflacilla tripunctatus é reconhecido como sinônimo de Afraflacilla braunsi.

## Descrição
Afraflacilla braunsi é uma aranha esguia, de tamanho pequeno a médio, com características físicas únicas. O macho tem uma carapaça de 1,8 a 1,9 mm de comprimento e cerca de 1,3 mm de largura, achatada e alongada, com uma fóvea visível. Apresenta duas manchas pretas, cerdas marrons longas e pelos cinza finos no campo visual dos olhos, com anéis pretos e escamas brancas ao redor dos olhos. Uma faixa branca atravessa a face, ou clípeo. O topo é marrom, por vezes com laterais laranja, e uma faixa branca que afina para trás. As laterais têm pelos brancos, e o esterno, parte inferior, é marrom-claro. As peças bucais incluem quelíceras marrom-escuras, lábio marrom-claro e maxilas marrons com pontas claras. Possui um aparelho estridulatório com pelos curtos sob os olhos.
O opistossoma do macho mede de 2,2 a 2,4 mm de comprimento e 1,1 a 1,2 mm de largura, em forma de oval alongado marrom. Alguns exemplares são marrom-claros com uma linha acinzentada na frente e uma área posterior escura; outros têm um padrão acinzentado com quatro manchas claras no centro e oito grandes manchas claras nas laterais. É coberto por pelos marrons e cinza longos, com a parte inferior cinza-amarelada. As fieiras são marrons, e as pernas são geralmente amarelas, exceto o par frontal, maior, robusto e marrom, todas com pelos marrons longos. Os pedipalpos são marrons. O bulbo palpal do macho é muito bulboso, com um lobo proeminente, e um êmbolo longo e fino que se curva a partir da base do bulbo. A tíbia possui uma única apófise longa e afiada.
A fêmea é semelhante ao macho, com carapaça de 1,7 a 1,9 mm de comprimento e 1,1 a 1,3 mm de largura, e opistossoma maior, de 2,7 a 3,2 mm de comprimento e cerca de 1,5 mm de largura. A carapaça é externamente semelhante, mas mais clara, e o opistossoma, fulvo, exibe um padrão de manchas amareladas mais pronunciado. Assim como o macho, a fêmea produz sons esfregando as pernas frontais contra pelos finos sob os olhos. A região posterior, próxima às fieiras, é mais escura. Os pedipalpos são amarelos, com pelos brancos longos e densos. Os órgãos copulatórios são distintos, com dois bolsos próximos na frente do epígino, aberturas copulatórias que levam a ductos de inseminação longos e espiralados, e espermatecas excepcionalmente grandes, acompanhadas de glândulas acessórias longas.

### Espécies semelhantes
A espécie é semelhante a outras do gênero, muitas das quais também foram classificadas como Pseudicius. A semelhança entre Pseudicius braunsii e Afraflacilla bamakoi foi um dos motivos para sinonimizar os gêneros. Pode ser distinguida pelos órgãos copulatórios. Diferencia-se de Afraflacilla altera [en] pela forma do bulbo palpal e morfologia da apófise, e de Afraflacilla asorotica por uma protuberância lateral triangular maior no bulbo palpal. Comparada a Afraflacilla bamakoi, destaca-se pelo êmbolo mais longo, estrutura da apófise tegular e posição da protuberância no tégulo.

## Distribuição e habitat
Afraflacilla braunsi ocorre na Arábia Saudita, África do Sul, Turcomenistão, Emirados Árabes Unidos e Iêmen. Embora relativamente rara, acredita-se que tenha uma distribuição ampla. O primeiro exemplar foi encontrado em Willowmore [en], hoje na província de Cabo Oriental, África do Sul. O primeiro registro fora da África do Sul foi na Reserva Estadual da Biosfera de Repetek [en], Turcomenistão, em 1980. Logunov, que identificou o exemplar, destacou a grande distância entre os achados, atribuindo-a ao conhecimento limitado sobre aranhas-saltadoras. Outros registros ocorreram na Ásia, incluindo um exemplar na Arábia Saudita, originalmente chamado Pseudicius tripunctatus, encontrado em Ash-Sharaʼiʽ [en] em 1978. A espécie prospera no Iêmen, nas províncias de Dhamar, Saná e Taiz, sendo encontrada perto das cidades de Saná, Taiz e no distrito de Al Manar [en], próximo à vila de Hammam 'Ali, desde 1997. Nos Emirados Árabes Unidos, foi descrita em 2020 na Reserva de Al Wathba, em Abu Dhabi.

### Citações
1. 1 2 3 4 5  World Spider Catalog (2017). «Afraflacilla braunsi (G. W. Peckham & E. G. Peckham, 1903)». World Spider Catalog. 23.0. Bern: Natural History Museum. Consultado em 2 de abril de 2017
2. 1 2  Peckham & Peckham 1903, p. 212.
3. ↑  Fernández-Rubio 2013, p. 129.
4. ↑  Andreeva, Hęciak & Prószyński 1984, p. 349.
5. 1 2  Maddison, Bodner & Needham 2008, p. 56.
6. 1 2  Prószyński 2017, p. 43.
7. ↑  Wesołowska & van Harten 1994, p. 7.
8. ↑  Maddison & Hedin 2003, p. 541.
9. ↑  Maddison 2015, pp. 247, 252.
10. 1 2  Maddison 2015, p. 278.
11. ↑  Prószyński 2017, p. 36.
12. ↑  Prószyński 2017, p. 42.
13. 1 2  Wesołowska & van Harten 2007, p. 190.
14. 1 2  Prószyński 1989, p. 53.
15. ↑  Prószyński 1989, p. 54.
16. ↑  Wesołowska 1996, p. 38.
17. ↑  Logunov & Zamanpoore 2005, p. 228.
18. ↑  Wesołowska & van Harten 2007, p. 253.
19. 1 2 3  Wesołowska & van Harten 2007, p. 252.
20. 1 2  Wesołowska & van Harten 2007, p. 248.
21. ↑  Peckham & Peckham 1903, p. 211.
22. 1 2  Logunov 1995, p. 240.
23. 1 2 3  Wesołowska & van Harten 2007, p. 250.
24. ↑  Logunov 1995, p. 241.
25. ↑  Prószyński 1987, p. 52.
26. ↑  Wesołowska & van Harten 2007, p. 251.
27. 1 2 3  Logunov 1995, p. 242.
28. ↑  Wesołowska 2000, p. 169.
29. ↑  Prószyński 1993, p. 51.
30. 1 2  Wesołowska & van Harten 2020, p. 608.
31. ↑  Wesołowska & van Harten 2007, p. 266.